# Ölbühl
Ölbühl ist ein Gemeindeteil der Gemeinde Nagel im oberfränkischen Landkreis Wunsiedel im Fichtelgebirge (Oberfranken, Bayern).

## Geographie und Verkehrsanbindung
Das Dorf Ölbühl liegt westlich des Kernortes Nagel an der Staatsstraße 2665. Die B 303 verläuft nördlich.

## Baudenkmäler
In der Liste der Baudenkmäler in Nagel (Fichtelgebirge) sind für Ölbühl zwei Baudenkmäler aufgeführt.